# 1753
1753 је била проста година.

## Догађаји

### Датум непознат
- Википедија:Непознат датум — Шведска прихватила Грегоријански календар

## Смрти

### Јануар
- 14. јануар — Џорџ Беркли, ирски филозоф (*1685)